# Нечаєво
Неча́єво (рос. Нечаево) — присілок у складі Дмитровського міського округу Московської області, Росія.

## Населення
Населення — 7 осіб (2010; 4 у 2002).
Національний склад (станом на 2002 рік):
- росіяни — 95 %